# Guna
För andra betydelser, se Guna (olika betydelser).
Guna är en stad i den indiska delstaten Madhya Pradesh och är centralort i ett distrikt med samma namn. Folkmängden uppgick till 180 935 invånare vid folkräkningen 2011.